# Pablo Zeballos
Pablo Daniel Zeballos Ocampos (4 marca 1986 w Vallemi) – piłkarz paragwajski grający na pozycji napastnika.

## Kariera klubowa
Pablo Zeballos piłkarską karierę rozpoczął w stołecznym klubie Sol de América. W Primera División zadebiutował w 2006. W barwach Los Danzarines rozegrał 60 spotkań, w których strzelił 31 bramek. W 2006 był wypożyczony do boliwijskiego klubie Oriente Petrolero W latach 2008–2009 był meksykańskiego Cruz Azul.
W lidze meksykańskiej zadebiutował 4 lutego 2008 w wygranym 4-0 meczu z San Luis F.C.. Był to udany debiut, gdyż Zeballos pojawił się na boisko w 55 min. zastępując Nicolása Vigneriego, a minutę później strzelił bramkę otwierającą wynik spotkania. Przez 2 lata w lidze meksykańskiej rozegrał 53 spotkania, w których strzelił 14 bramek. Po powrocie do Paragwaju został zawodnikiem stołecznego Cerro Porteño. W barwach Cerro Porteño z 24 bramkami został królem strzelców ligi paragwajskiej 2010. Od 2011 do 2012 był zawodnikiem stołecznej Olimpii. W 2012 roku został zawodnikiem Krylji Sowietow Samara. W 2013 roku został wypożyczony do klubu Emelec Guayaquil. Następnie grał w: Botafogo. W 2015 został zawodnikiem Atlético Nacional, z którego został wypożyczony najpierw do Olimpii, a potem do Libertad.
| Sezon   | Klub                   | Kraj     | Rozgrywki           | Mecze | Bramki |
| ------- | ---------------------- | -------- | ------------------- | ----- | ------ |
| 2006    | Club Sol de América    | Paragwaj | Primera División    | 17    | 15     |
| 2006    | Oriente Petrolero      | Boliwia  | Liga de Boliviano   | 14    | 16     |
| 2007    | Club Sol de América    | Paragwaj | Primera División    | 43    | 16     |
| 2007/08 | Cruz Azul              | Meksyk   | Primera División    | 15    | 4      |
| 2008/09 | Cruz Azul              | Meksyk   | Primera División    | 31    | 9      |
| 2009/10 | Cruz Azul              | Meksyk   | Primera División    | 7     | 1      |
| 2010    | Cerro Porteño          | Paragwaj | Primera División    | 44    | 24     |
| 2011    | Club Olimpia           | Paragwaj | Primera División    | 43    | 25     |
| 2012    | Club Olimpia           | Paragwaj | Primera División    | 19    | 6      |
| 2012/13 | Krylja Sowietow Samara | Rosja    | Priemjer-Liga       | 15    | 1      |
| 2013    | Emelec Guayaquil       | Ekwador  | Serie A             | 12    | 1      |
| 2013/14 | Krylja Sowietow Samara | Rosja    | Priemjer-Liga       | 4     | 0      |
| 2014    | Botafogo               | Brazylia | Série A             | 30    | 6      |
| 2015    | Atlético Nacional      | Kolumbia | Categoría Primera A | 8     | 3      |
| 2015    | Club Olimpia           | Paragwaj | Primera División    | 16    | 8      |
| 2015    | Club Libertad          | Paragwaj | Primera División    |       |        |

## Kariera reprezentacyjna
Marecos w reprezentacji Paragwaju 18 czerwca 2008 w przegranym 2-4 meczu eliminacji Mistrzostw Świata 2010 z reprezentacją Boliwii. W 2011 został powołany na turniej Copa América 2011.